# Robb Report
Robb Report es una revista estadounidense de lujo y estilo de vida que ofrece productos, incluyendo automóviles, aviación, navegación, bienes raíces y relojes. Fundada en 1976, actualmente es propiedad de Penske Media Corporation. También distribuye Muse by Robb Report, una revista de lujo dirigida a lectoras. A nivel internacional cuenta con ediciones propias para Arabia Saudita, Australia, Brasil, China, Alemania, India, Kazajistán, México, Rusia, Suecia, Turquía, Reino Unido y una edición sola de cuatro países para Malasia, Singapur, Tailandia y Vietnam.

## Historia
El Robb Report fue fundado en 1976 por Robert L "Rusty" White. Originalmente titulado Confederados del siglo XX, comenzó como un boletín para vender su colección personal de recuerdos de la guerra civil estadounidense y automóviles Rolls-Royce. White distribuyó su boletín a los miembros del Club de Propietarios de Rolls-Royce como páginas de hojas sueltas mimeografiadas y proporcionó una carpeta de gamuza de tres anillos a los suscriptores de pago. La publicación maduró hasta convertirse en un publirreportaje, uno de los primeros de su tipo, que atiende a una clientela adinerada. La combinación de publicidad y editorial se transmitió a consumidores ricos y de alto nivel a través de anuncios en Architectural Digest.
En 2002, la marca "Robb Report" se vendió por $150 millones para CurtCo medios, después de lo cual pasó a llamarse CurtCo Curtco Robb Media LLC. The Robb Report se ha asociado con Bespoke Collection para desarrollar artículos de subasta para Auction Napa Valley. En 2014, Robb Report fue adquirida por Rockbridge, la firma de capital privado de Dan Gilbert, por $ 60 millones. En 2017, Rockbridge creó una empresa conjunta para el Robb Report con Penske Media Corporation.
En abril de 2018, Robb Report lanzó Muse by Robb Report dirigido a lectoras femeninas. La empresa publica versiones internacionales de su revista. En 2016, el número de ediciones internacionales de Robb Report fue de dieciséis.